# Aire urbaine de Gap
L'aire urbaine de Gap est une aire urbaine française centrée sur l'unité urbaine de Gap. Composée de 39 communes des Hautes-Alpes et des Alpes-de-Haute-Provence, elle comptait 62 306 habitants en 2013.
Entre les découpages de 1999 et 2010, elle a gagné 16 communes et près de 18 000 habitants.

## Caractéristiques en 1999
D'après la définition qu'en donne l'INSEE, l'aire urbaine de Gap est composée de 23 communes, situées dans les Alpes-de-Haute-Provence et les Hautes-Alpes. Ses 44 773 habitants font d'elle la 150e aire urbaine de France.
Une seule commune de l'aire urbaine est un pôle urbain.
Le tableau suivant détaille la répartition de l'aire urbaine sur les départements (les pourcentages s'entendent en proportion du département) :
| Département             | Communes | Communes (%) | Superficie (km²) | Superficie (%) | Population (1999) | Population (%) |
| ----------------------- | -------- | ------------ | ---------------- | -------------- | ----------------- | -------------- |
| Alpes-de-Haute-Provence | 1        | 0,5          | 11,12            | 0,2            | 123               | 0,1            |
| Hautes-Alpes            | 22       | 12,4         | 464,37           | 8,4            | 44 650            | 36,8           |